# Normalisierung (Audio)
Als Normalisierung wird in der Audiotechnik der Vorgang bezeichnet, die Amplitude analogen oder digitalen Audiomaterials so zu vergrößern oder zu verkleinern, dass sie innerhalb eines vorgegebenen Bereichs liegt. Es gibt im Wesentlichen zwei Gründe, warum normalisiert wird – zum einen technische Rahmenbedingungen bei der Übertragung bzw. Speicherung des Audiomaterials, zum anderen die Anpassung der Lautheit (vom Menschen empfundene Lautstärke) des Materials.
Ein technisches Ziel kann dabei sein, ein Signal bis zur maximal möglichen Amplitude auszusteuern, um (nach Verringerung der Wortbreite) einen guten Signal-Rausch-Abstand und geringe Quantisierungsfehler zu erhalten. Eine Anwendung aus dem Bereich der Lautheit ist, dieselbe an einen bestimmten Zielwert bzw. Sollwert anzugleichen, wie dies z. B. in den Empfehlungen EBU-R 128, ITU BS.1770 oder Replay Gain beschrieben wird.
Sehr häufig angewendet wird dies z. B. bei Radiosendern für Popmusik, die Normalisierung zum Angleichen des Lautheitseindrucks zwischen verschiedenen Titeln einsetzen, damit die Hörer nicht versucht bzw. genötigt sind, während leiseren Titeln am Empfangsgerät die Lautstärke nachzuregeln. Dies wird oft mit einer Verringerung des Dynamikumfangs mittels eines Audio-Kompressors kombiniert, der automatisch die Lautheitsunterschiede innerhalb eines Musikstücks verringert. Genauer ist dies in den Artikeln FM-Soundprocessing und Automatische Verstärkungsregelung beschrieben.
In Software zur Audio-Signalverarbeitung gibt es meist die Möglichkeit, diese mathematischen Vorgänge (siehe auch Normierung) automatisch ausführen zu lassen:
- Angleichung nach maximaler Amplitude: Im Audiomaterial wird nach der Stelle gesucht, an der das Signal den größten Absolutwert hat. Anschließend wird das gesamte Material genau soweit verstärkt oder abgeschwächt, dass dieser Wert zum gewollten (erlaubten) Maximalwert wird.

- RMS-Normalisierung (Root Mean Square): Bei dieser Methode wird nicht der Maximalwert, sondern der Effektivwert (RMS) des Materials berücksichtigt.

- Lautheits-Normalisierung: Bei dieser Methode wird die Lautheit von Audiomaterial nach einem bestimmten Algorithmus berechnet und auf einen bestimmten Zielwert (Target Level −23 LUFS bei EBU-R 128) geändert. Durch diese Art der Lautheits-Anpassung ist es möglich, eine dem menschlichen Lautheitsempfinden entsprechende Angleichung der Lautheit vorzunehmen, um z. B. mehrere Musikstücke aneinander anzupassen oder um in Hörfunk und Fernsehen Lautheitssprünge an Programmübergängen zu vermeiden.